# Copeoglossum
Copeoglossum is een geslacht van hagedissen uit de familie skinken (Scincidae).

## Naam en indeling
De groep werd voor het eerst wetenschappelijk beschreven door Johann Jakob von Tschudi in 1845. De geslachtsnaam Copeo-glossum betekent letterlijk vertaald 'beitel-tong' en slaat op de vorm van de tong. Er zijn vijf soorten, waarvan er drie pas in 2012 voor het eerst wetenschappelijk zijn beschreven.

## Verspreiding en habitat
Alle soorten komen voor in delen van Zuid-Amerika en leven in de landen Antigua en Barbuda, Bolivia, Brazilië, Colombia, Ecuador, Frans-Guyana, Grenada, Trinidad en Tobago, Guyana, Paraguay, Peru, Suriname, Trinidad en Tobago, Venezuela.
Door de internationale natuurbeschermingsorganisatie IUCN is aan drie soorten een beschermingsstatus toegewezen. Copeoglossum margaritae wordt gezien als 'onzeker' (Data Deficient of DD) en Copeoglossum aurae staat te boek als 'veilig' (Least Concern of LC). De skink Copeoglossum redondae wordt beschouwd als uitgestorven. Deze soort is onder andere uitgeroeid door de introductie van huisdieren zoals katten en ratten.

## Soorten
Het geslacht omvat de volgende soorten, met de auteur en het verspreidingsgebied.
| Naam                        | Auteur                 | Verspreidingsgebied                                                                                                 |
| --------------------------- | ---------------------- | --- |
| Copeoglossum arajara        | Reboucas-Spieker, 1981 | Noordoostelijk Brazilië                                                                                             |
| Copeoglossum aurae          | Hedges & Conn, 2012    | Grenada, Trinidad en Tobago                                                                                         |
| Copeoglossum margaritae     | Hedges & Conn, 2012    | Venezuela (Isla Margarita)                                                                                          |
| Copeoglossum nigropunctatum | Spix, 1825             | Bolivia, Brazilië, Colombia, Ecuador, Frans-Guyana, Guyana, Paraguay, Peru, Suriname, Trinidad en Tobago, Venezuela |
| Copeoglossum redondae       | Hedges & Conn, 2012    | Antigua en Barbuda (Redonda)                                                                                        |